# 皮德戈里夫卡 (舊別利斯克區)
49°17′46″N 38°52′37″E / 49.29611°N 38.87694°E
皮德霍里夫卡（烏克蘭語：Підгорівка）是位於烏克蘭東部的村莊，由盧甘斯克州舊比利斯克區的舊比利斯克市鎮負責管轄。該村處於比拉河畔，始建於1856年，面積6.62平方公里，海拔高度60米。